# 2005年全美音樂獎
第33屆全美音樂獎在2005年11月22日舉行。典禮主持人為Cedric the Entertainer 。

## 流行/搖滾類
最受歡迎男歌手
- 五角
- 威爾·史密斯
- 羅伯·湯瑪斯（Rob Thomas）

最受歡迎女歌手
- 瑪麗亞·凱莉
- 凱莉·克萊森
- 關·史蒂芬妮

最受歡迎樂團/組合/團體
- 黑眼豆豆
- 年輕歲月
- 關門合唱團（3 Doors Down）

最受歡迎專輯
- 《天后再臨-解放咪咪》（The Emancipation of Mimi）－瑪麗亞·凱莉
- 《美夢成真》（Breakaway）凱莉·克萊森
- 《美國大白癡》－年輕歲月

## 靈魂/節奏藍調類
最受歡迎男歌手
- 勞·凱利
- 約翰傳奇
- 歐瑪瑞

最受歡迎女歌手
- 瑪麗亞·凱莉
- 席亞拉
- 范塔莎（Fantasia）

最受歡迎樂團/組合/團體
- 天命真女
- 112
- 絕妙瑞奇（Pretty Ricky）

最受歡迎專輯
- 《天后再臨-解放咪咪》（The Emancipation of Mimi）－瑪麗亞·凱莉
- 《魅行天下》（Destiny Fulfilled）－天命真女
- 《讓愛自由》（Free Yourself）－范塔莎

## 鄉村類
最受歡迎男歌手
- 肯尼·薛士尼（Kenny Chesney）
- 托比·凱斯（Toby Keith）
- 提姆·麥克羅

最受歡迎女歌手
- 瑪汀娜（Martina McBride）
- 黎安·萊姆絲
- 葛蕾·威爾森（Gretchen Wilson）

最受歡迎樂團、組合及團體
- 大富豪（英语：Big & Rich）
- 布魯克斯與唐（Brooks & Dunn）
- 雷可福磊斯

最受歡迎專輯
- 《小酒館大學》（Honkytonk University）－托比·凱斯
- 《風中殘燭》（Live Like You Were Dying）－提姆·麥克羅
- 《派對登場》（Here for the Party）－葛蕾·威爾森

## 饒舌/嘻哈類
最受歡迎男歌手
- 阿姆
- 五角
- 路達克里斯

最受歡迎女歌手
- 蜜西·艾莉特（Missy Elliott）
- 莉兒金（Lil' Kim）
- 崔娜（Trina）

最受歡迎樂團/組合/團體
- 黑眼豆豆
- Lil Jon & The Eastside Boyz
- 陰陽雙煞（Ying Yang Twins）

最受歡迎專輯
- 《安可秀》（Encore）－阿姆
- 《街頭大屠殺》（The Massacre）－五角
- 《街頭傳奇》（Urban Legend）－T.I.

## 成人抒情類
最受歡迎藝人
- 凱莉·克萊森
- 魔力紅
- 約翰·梅爾

## 拉丁音樂類
最受歡迎拉丁藝人
- 洋基老爹（Daddy Yankee）
- 路易斯·馬吉爾（Luis Miguel）
- 夏奇拉

## 另類音樂類
最受歡迎另類藝人
- 酷玩樂團
- 年輕歲月
- 墮落體制

## 福音音樂類
最受歡迎藝人
- Casting Crowns（英语：Casting Crowns）
- 陶壼子合唱團（Jars of Clay）
- 瑪麗二人組（Mary Mary）

## 突破類
最受歡迎新人
- 殺手樂團
- 傑西·麥卡尼
- 甜園合唱團 （Sugarland）

## 表演
- 瑪麗亞·凱莉－《Don't Forget About Us》
- 肯尼·薛士尼－《I Go Back》
- 羅伯·湯瑪斯－《Ever The Same》
- 琳賽·蘿涵－《Confessions of a Broken Heart (Daughter to Father)》/《Edge of Seventeen》
- 菲瑞·威廉斯（Pharrell）與關·史蒂芬妮－《Can I Have It Like That》
- 希拉蕊·朵芙－《Beat of My Heart》
- 凱斯·厄本－《You'll Think of Me》
- 辛蒂·羅波與莎拉·克勞克蘭－《Time after Time》
- 寶娃（Bow Wow）與席亞拉－《Like You》
- 歐瑪瑞－《O》/《Touch》
- 寶娃與歐瑪瑞－《Let Me Hold You》
- 寂寞男孩（Los Lonely Boys）與山塔那－《I Don't Wanna Lose Your Love》
- 雪瑞兒·可洛－《Good Is Good》
- 提姆·麥克羅－《Real Good Man》
- 舞韻（Eurythmics）－《Missionary Man》/《Sweet Dreams (Are Made of This)》
- 全美反對陣線－《Dirty Little Secret》